# 미노미정
미노미정(일본어: 水呑町)은 일본 히로시마현 누마쿠마군에 있던 정이다. 현재의 후쿠야마시에 해당한다.